# Skandal
Skandal (ⓘ) bezeichnet ein Aufsehen erregendes Ärgernis und die damit zusammenhängenden Ereignisse oder Verhaltensweisen. Das Wort ist im Deutschen seit dem Ende des 16. Jahrhunderts belegt. Das abgeleitete Adjektiv skandalös mit der Bedeutung „ärgerniserregend, anstößig“ sowie „unerhört, unglaublich“ findet sich seit Anfang des 18. Jahrhunderts.
Skandal wird häufig synonym zum Begriff Affäre verwendet. Affäre bezeichnet – neben der Liebesaffäre – heute vor allem als skandalös beurteilte Angelegenheiten in Politik und Wirtschaft. Der Begriff des Skandals kann demgegenüber ein breiteres Spektrum der öffentlichen Wahrnehmung ansprechen, beispielsweise auch einen Skandal innerhalb der Kunst.

## Wortherkunft
Skandal wurde aus gleichbedeutend französisch scandale entlehnt, das auf das kirchenlateinische scandalum zurückgeht. Dieses wiederum leitet sich ab von altgriechisch σκάνδαλον skándalon („Fallstrick, Anstoß, Ärgernis“).

## Skandal und Gesellschaft
Bei einem Skandal handelt es sich um eine (allgemeine) Entrüstung oder Empörung im Sinne eines moralischen Gefühls. Zu wissen, worüber sich eine Gesellschaft empört, lässt ablesen, wo und wie die überschrittenen Grenzen liegen. Insofern lassen sich über Skandale Rückschlüsse auf die jeweiligen Norm- und Wertvorstellungen bzw. Konventionen einer Gesellschaft ziehen.
Ein Vorgang, der in einer bestimmten Region oder einer bestimmten Gesellschaft einen Skandal hervorruft, muss dies nicht zwangsläufig auch in einer anderen bewirken. Was früher einen Skandal hervorgerufen hat, muss heute nicht wieder zu einem führen. Ein häufig genanntes Beispiel in diesem Zusammenhang ist der damalige „Skandal“ um den Film Die Sünderin in der Bundesrepublik Deutschland der frühen 1950er Jahre. Die beiden schwedischen Skandalfilme Das Schweigen und 491 riefen in den 1960er Jahren die „Aktion Saubere Leinwand“ auf den Plan und erlangten so kulturhistorische Bedeutung.

## Skandal und Medien
Skandale sind Ausdruck einer funktionierenden Öffentlichkeit und haben damit auch einen positiven Aspekt. Das weitgehende Verschweigen möglicher
Skandale in der DDR gilt als Zeichen der Unterdrückung. Skandalartige öffentliche Auseinandersetzungen, etwa um Theateraufführungen der 1950er und 1960er Jahre, die Selbstverbrennung des Pfarrers Brüsewitz 1976, die Ausbürgerung Biermanns oder die Kaffeekrise in der DDR ab 1977 blieben Ausnahmen, die in engem Zusammenhang mit der DDR-Bürgern zugänglichen Berichterstattung in Westmedien stehen. Bei der Ausstellung Skandale in Deutschland nach 1945 wurden daher kaum DDR-Skandale betrachtet, was seinerzeit umstritten war.
In der Regel bedingt ein Skandal eine allgemeine gesellschaftliche Aufmerksamkeit, die heute überwiegend durch die Massenmedien erreicht wird. Bei der Aufdeckung von Skandalen und Vorgängen wie Korruption, Bestechung und persönlicher Vorteilsnahme von Amtsträgern in Politik und Wirtschaft spielen Medien und Journalismus, insbesondere als Investigativer Journalismus, eine bedeutende Rolle. Nicht zuletzt hieraus leitet sich die Rolle von Medien und Presse als Korrektiv und sogenannte „Vierte Gewalt“ ab.
Da Medien und Presse auch an hohen Zuschauer-, Hörer- und Leserzahlen interessiert sind, kann es dazu kommen, dass einzelne Vorgänge über ihre Bedeutung hinaus „skandalisiert“ werden. Wo die Grenze zwischen „legitimer Empörung“ und „künstlicher Aufgeregtheit“ liegt, ist vom Betrachter und dessen sozialen, religiösen und politischen Hintergrund abhängig.
Skandalisierung geht oft einher mit Kommerzialisierung, Boulevardisierung bzw. Entertainisierung von Medieninhalten (siehe auch Popkultur).

### Akteure und Rollen
Grundsätzlich nehmen die Akteure im Rahmen eines Skandals drei grundlegende Rollen ein die nach Sighard Neckel zusammengefasst als Skandal-Triade bezeichnet werden:
- Skandalisierte, der öffentlich als Verursacher einer gesellschaftlichen Verfehlung bezichtigt wird,
- Skandalisierer, welche die Aufmerksamkeit der Öffentlichkeit auf den (vermeintlichen) Missstand lenken,
- Publikum bzw. Beobachter.

Darüber hinaus haben die Autoren Hans Mathias Kepplinger, Simone Ehmig und Uwe Hartung im Rahmen einer Studie fünf weitere Rollen identifiziert:
- Verursacher haben den skandalisierten Missstand vermeintlich oder tatsächlich ausgelöst,
- Nutznießer profitieren vom Missstand, ohne ihn selbst herbeigeführt zu haben,
- Betroffene bzw. Geschädigte leiden unter dem Missstand,
- Trittbrettfahrer profitieren von einem Skandal, ohne selbst beteiligt zu sein,
- Informanten führen den Skandalisierern Informationen zu.[14]

### Ablauf
Medienskandale beruhen auf einem tatsächlichen oder vermuteten Missstand. Sie verlaufen meist ähnlich:
- In der Latenzphase wird ein Missstand bekannt; die Anzahl der Medienberichte zum Thema nimmt schlagartig zu. Die Protagonisten des Skandals werden vorgestellt. Die Phase endet mit einem
- Schlüsselereignis. Dieses führt dazu, dass der Konflikt zu einem Skandal eskaliert. In der darauf folgenden Aufschwungphase werden weitere Fakten bekannt, die in eine Verbindung zum ersten Missstand gesetzt werden. Ist diese Ausweitung geglückt, beginnt die
- Etablierungsphase. In dieser Phase erreicht der Skandal den Höhepunkt. Nun wird über die Schuld oder Unschuld der Protagonisten gerichtet; Konsequenzen werden gefordert. Zu Beginn der Abschwungphase knickt die skandalierte Person oder Organisation unter dem öffentlichen Druck ein und zieht Konsequenzen aus den Vorkommnissen (z. B. Rücktritt)
- In der medialen Wahrnehmung ist der Konflikt damit gelöst. Die Intensität der Berichterstattung nimmt schnell ab.
- In der Rehabilitationsphase wird die Ordnung des Gesellschaftssystems wiederhergestellt. Die Medien berichten nur noch vereinzelt. Mit den fünf Phasen entspricht der Aufbau eines Medienskandals weitgehend demjenigen eines antiken Dramas.[15]

## Skandale und Affären
Einige Skandale und Affären wurden zu feststehenden Begrifflichkeiten. Bezogen auf Wirtschaft und Politik können beide Begriffe als Wortbestandteil in diesbezüglichen Zusammensetzungen (Komposita) auftreten. So ist beispielsweise der Watergate-Skandal auch als Watergate-Affäre bekannt. Außerhalb von Wirtschaft und Politik wird in der Regel nur von „Skandal“, nicht aber von „Affäre“ gesprochen („Theaterskandal“, „Kunstskandal“, „Medikamentenskandal“, „Pflegeskandal“).

### Deutschland
Kaiserreich, Weimarer Republik und NS-Zeit
- Eulenburg-Affäre, 1907–09. Gerichtsverfahren wegen homosexuellen Verhaltens und Verleumdungen.
- Daily-Telegraph-Affäre, 1908. Ein Interview Wilhelms II. stürzt das Kaiserreich in eine tiefe Krise.
- Zabern-Affäre, 1913–14. Unruhen im elsässischen Zabern, einem Truppenstandort, nachdem ein Soldat die elsässische Bevölkerung beleidigt hatte.
- Wittorf-Affäre, 1928. Unterschlagungen durch einen Vertrauten des KPD-Vorsitzenden Ernst Thälmann.
- Osthilfeskandal, 1932/1933. Skandal um wirtschaftliche Unterstützungen für ostdeutsche (heute polnische) Agrarregionen und ihre Veruntreuungen.
- Blomberg-Fritsch-Affäre, 1938. Von der NS-Führung inszeniert, um Oberkommando und Oberbefehl über die Wehrmacht zu übernehmen.

1960er Jahre
- Contergan-Skandal, 1961–62. Nebenwirkungen des Medikaments Contergan an Ungeborenen schädigten eine große Zahl von Kindern.
- Fibag-Affäre, 1961–62. Die Fibag (Finanzbau Aktiengesellschaft) sollte mit politischer Rückendeckung mehrere Tausend Wohnungen für die US-Armee bauen.
- Starfighter-Affäre, ab 1962. Die Umstände der Beschaffung und die technischen Probleme mit dem Kampfflugzeug Lockheed F-104 „Starfighter“.
- Spiegel-Affäre, 1962. Das Nachrichtenmagazin Der Spiegel war aufgrund eines kritischen Artikels der Strafverfolgung wegen angeblichen Landesverrats ausgesetzt.

1970er Jahre
- Bundesliga-Skandal, 1971. Aufgrund von manipulierten Punktspielen war es den Fußballklubs Rot-Weiß Oberhausen und Arminia Bielefeld gelungen, in der 1. Bundesliga zu verbleiben.
- Guillaume-Affäre, 1974. Ein engster Mitarbeiter des damaligen Bundeskanzlers Willy Brandt wird als DDR-Spion enttarnt.
- Lauschaffäre Traube, 1977. Eine illegale Abhöraktion des Bundesamtes für Verfassungsschutz, die sich gegen den Atomphysiker Klaus Traube richtete.

1980er Jahre
- Flick-Spendenaffäre, 1982. Verdeckte Parteispenden des Flick-Konzerns im Zusammenhang mit einem Entscheid des Bundeswirtschaftsministeriums.
- Hitler-Tagebücher, 1984. Affäre um die vermeintlichen Hitler-Tagebücher die vom Nachrichtenmagazin Stern veröffentlichten Fälschungen, die von Konrad Kujau erstellt wurden.
- Kießling-Affäre, 1984. Einem Bundeswehr-General wurde Homosexualität vorgeworfen, er wurde als Sicherheitsrisiko eingestuft und vorzeitig in den Ruhestand geschickt.
- Barschel-Affäre, 1987. Vorkommnisse im Wahlkampf von Uwe Barschel vor der Landtagswahl, nach der er erneut zum schleswig-holsteinischen Ministerpräsidenten gewählt wurde.

1990er Jahre
- Infektionen durch HIV-kontaminierte Blutprodukte. Schon in den 1980er Jahren traten in vielen Staaten der Erde Infektionen durch HIV-kontaminierte Blutprodukte auf; nach 1990 wurden deren für Bluter oft tödliche Folgen auch in Deutschland öffentlich bekannt.
- Schubladenaffäre, 1993. Zahlungen an Reiner Pfeiffer, den Auslöser der Barschel-Affäre von 1987.
- Amigo-Affäre, 1993. Bestechungsvorwürfe gegen den damaligen Ministerpräsidenten von Bayern Max Streibl und andere bayerische Politiker.
- GWG-Skandal, 1998. Ermittlungen gegen 1.300 Korruptionsverdächtige, davon 600 Amtsträger in Wuppertal, rund um Immobiliengeschäfte.
- CDU-Spendenaffäre, 1999. Illegale Spendenpraxis der Partei in den 1990er-Jahren unter dem damaligen Bundeskanzler Helmut Kohl.

2000er Jahre
- Visa-Affäre, ab 2000. Missbrauchsfälle bei der Vergabe von Visa in verschiedenen deutschen Botschaften und Konsulaten.
- Berliner Bankenskandal, 2001. Vorgänge um die landeseigene Bankgesellschaft Berlin.
- Bonusmeilen-Affäre, 2002. Einzelne Bundestagsabgeordnete nutzten gewohnheitsmäßig ihre dienstlich angesammelten Bonusmeilen für Privatreisen.
- Münchner CSU-Affäre, 2003. Eine Gruppe junger CSU-Mitglieder beeinflusste parteiinterne Wahlen.
- RWE-Affäre, 2004. Der Vorsitzende der CDU-Arbeitnehmerorganisation erhält Zahlungen seines ehemaligen Arbeitgebers RWE.
- Fußball-Wettskandal 2005. Manipulationen von Fußballspielen, die im Zuge der Ermittlungen gegen einen Schiedsrichter bekannt wurden.
- VW-Korruptionsaffäre, 2005. Aus der Firmenleitung des Konzerns heraus erhielten Mitglieder des Betriebsrates besondere Zuwendungen.
- Telekom-Bespitzelungsaffäre, 2008. Das Unternehmen ließ Telefondaten, Bankdaten und E-Mails von Mitarbeitern und Journalisten überwachen.
- Liechtensteiner Steueraffäre, 2008. Die Liechtensteiner Steueraffäre ist der größte bisher in der Bundesrepublik Deutschland eingeleitete Komplex von Ermittlungsverfahren wegen Steuerhinterziehung.
- Fußball-Wettskandal 2009. Manipulationen von Fußballspielen auf internationaler Ebene.

2010er Jahre
- Plagiatsaffäre Guttenberg, 2011. Karl-Theodor zu Guttenberg verliert seinen Doktortitel wegen Urheberrechtsverletzungen.
- Nationalsozialistischer Untergrund, bekanntgeworden 2011. Mordserie in den Jahren 2000 bis 2006 mit rechtsradikalem Hintergrund
- Wulff-Affäre. Als Wulff-Affäre wird eine Affäre des ehemaligen Bundespräsidenten Christian Wulff bezeichnet; sie begann im Dezember 2011 und führte im Februar 2012 zum Rücktritt Wulffs.
- Überwachungs- und Spionageaffäre, 2013. Affäre rund um die Spionage- und Überwachungstätigkeiten der National Security Agency (NSA) und anderer Nachrichtendienste, ausgelöst von den Enthüllungen des Whistleblowers Edward Snowden.
- VW-Abgasskandal, 2015.

2020er Jahre
- Maskenaffäre 2020–21. Vorteilsnahme mehrerer Unions-Politiker bei der Beschaffung von Atemschutzmasken.
- Treffen von Rechtsextremisten in Potsdam 2023. Politische Zusammenkunft am 25. November 2023 zur Vertreibung von Menschen aus Deutschland.

### Österreich
1960er Jahre
- Schiffstaufe in Fußach, 1964: Vorarlberger verhindern eine Taufe eines Schiffes, weil ihnen der geplante Name Karl Renner nicht zusagt und eine informelle Regel von 1919 verletzt.

1970er Jahre
- Kreisky-Peter-Wiesenthal-Affäre, 1975
- Bauring-Skandal, endete 1976 im Bauring-Prozess
- Lucona-Skandal, 1977

1980er Jahre
- Noricum-Skandal, 1985
- AKH-Skandal, 1980
- Glykolwein-Skandal, 1985. Einige österreichische Winzer hatten ihrem Wein verbotenerweise Diethylenglykol beigemischt.
- Waldheim-Affäre, 1986

1990er Jahre
- Operation Spring, 1999

2000er Jahre
- Hump-Dump-Affäre, 2000
- Eurofighter-Affäre, 2002
- Tetron-Affäre, 2002–2004
- BUWOG-Affäre, 2004
- Karl-Heinz Grasser – Homepage-Affäre, 2004. Der österreichische Finanzminister lässt sich von der österreichischen Industrielobby eine Homepage um 250.000 Euro schenken.
- Karl-Heinz Grasser – Linzer Terminal Tower Affäre, 2004. Ein „Beratungshonorar“ von 200.000 Euro an Lobbyisten, die dem Finanzminister nahestehen, räumt Hindernisse bei einem Immobilienprojekt aus dem Weg.
- Karl-Heinz Grasser – BAWAG-Affäre, 2004. Vorwurf des Amtsmissbrauchs im Zuge der BAWAG-Ermittlungen.
- Hypo Group Alpe Adria, 2004–09. Zahlreiche Finanzaffären um die Kärntner Bank mit guten politischen Verbindungen.
- Amtsmissbrauchaffären in der Wiener Polizei 2006
- BAWAG-Affäre, 2006
- Meinl-Affäre, 2007. Durch undurchsichtige Bankgeschäfte werden tausende Meinl-Aktionäre geschädigt.
- ÖBFA-Spekulation, 2007. Die Bundesfinanzierungsagentur verspekuliert bis zu 380 Millionen Euro an Steuergeld.
- Liechtensteiner Steueraffäre, 2008. In die Liechtensteiner Steueraffäre waren auch 180 Personen/Firmen/Stiftungen aus Österreich involviert. Kritiker werfen dem Finanzministerium vor das Verfahren verschleppt zu haben, um Prominenten die Selbstanzeige zu ermöglichen.
- Skylink Bauskandal, 2009. Die Kosten des neuen Flughafenterminals erhöhen sich unter der politisch besetzten Unternehmensführung von 400 auf 890 Millionen Euro.

2010er Jahre
- Uwe Scheuch – Reisepass gegen Parteispende, 2010. Der Chef der freiheitlichen Partei Kärnten bietet einem russischen Investor gegen eine Parteispende die österreichische Staatsbürgerschaft.
- Telekom-Affäre 2011. Nach Bekanntwerden zahlreicher Korruptionsfälle rund um die teilstaatliche Telekom Austria tritt der ehemalige Bundeskanzler Wolfgang Schüssel von allen politischen Ämtern zurück.
- Salzburger Spekulationsskandal
- Ibiza-Affäre, 2019

### Frankreich
- Giftaffäre, 1677–82
- Halsbandaffäre, 1785–86
- Panamaskandal, Ende 19. Jahrhundert
- Dreyfus-Affäre, Ende 19. Jahrhundert
- Rainbow Warrior-Skandal, 1985–86

### Großbritannien
- Tranby-Croft-Skandal, 1890
- Marconi-Skandal, 1912–13
- Profumo-Affäre, 1963

### Schweiz
- Fichenskandal, Anfang 1990er Jahre: Die Schweizer Regierung lässt „Karteikarten“ von über 900.000 Schweizer Bürgern anfertigen.
- Borer-Affäre, 2002

### USA
- Watergate-Affäre, 1972–74
- Iran-Contra-Affäre, 1985–86
- Plame-Affäre, 2003–07
- Lewinsky-Affäre, 1998
- Globale Überwachungs- und Spionageaffäre, seit 2013 andauernd

### International
- XYZ-Affäre, 1797–1800